# Volley-ball masculin à l'Universiade d'été
Le tournoi de volley-ball masculin aux Universiades d'été a été introduit lors de l'édition de 1959, mais a été absent en 1975 et 1989.

## Palmarès
| Année | Organisateur | Médaille d'or    | Médaille d'argent | Médaille de bronze |
| ----- | ------------ | ---------------- | ----------------- | ------------------ |
| 1959  | Italie       | Tchécoslovaquie  | Roumanie          | Pologne            |
| 1961  | Bulgarie     | Roumanie         | Bulgarie          | Tchécoslovaquie    |
| 1963  | Brésil       | Union soviétique | Tchécoslovaquie   | Brésil             |
| 1965  | Canada       | Union soviétique | Hongrie           | Yougoslavie        |
| 1967  | Hongrie      | Japon            | Corée du Sud      | France             |
| 1970  | Japon        | Italie           | Union soviétique  | Corée du Sud       |
| 1973  | URSS         | Union soviétique | Cuba              | Corée du Sud       |
| 1977  | Bulgarie     | Bulgarie         | Tchécoslovaquie   | Corée du Nord      |
| 1979  | Mexique      | Corée du Sud     | Cuba              | Japon              |
| 1981  | Roumanie     | Roumanie         | Cuba              | Japon              |
| 1983  | Canada       | Cuba             | Canada            | Italie             |
| 1985  | Japon        | Japon            | Union soviétique  | Italie             |
| 1987  | Yougoslavie  | Yougoslavie      | Chine             | Italie             |
| 1991  | Royaume-Uni  | Pologne          | États-Unis        | Union soviétique   |
| 1993  | États-Unis   | Japon            | Pologne           | Corée du Sud       |
| 1995  | Japon        | Corée du Sud     | Allemagne         | Italie             |
| 1997  | Italie       | Corée du Sud     | Italie            | Russie             |
| 1999  | Espagne      | Allemagne        | Japon             | Espagne            |
| 2001  | Chine        | États-Unis       | France            | Russie             |
| 2003  | Corée du Sud | Corée du Sud     | Japon             | États-Unis         |
| 2005  | Turquie      | Turquie          | Japon             | Italie             |
| 2007  | Thaïlande    | Turquie          | Canada            | États-Unis         |
| 2009  | Serbie       | Russie           | Brésil            | Égypte             |
| 2011  | Chine        | Russie           | Ukraine           | Brésil             |